# کشتار با لطافت
کشتار با لطافت (به انگلیسی: Killing Them Softly) یک فیلم جنایی نئو نوآر آمریکایی محصول سال ۲۰۱۲ به کارگردانی اندرو دومینیکن و بازیگری برد پیت است که بر اساس رمان تجارت کوگان نوشته شده در سال ۱۹۷۴ توسط جورج وی. هیگینز است. در ۲۲ مه ۲۰۱۲ این فیلم در رقابت برای نخل طلا در جشنواره فیلم کن ۲۰۱۲ شرکت نمود و با نقدهای مثبت زودهنگامی روبرو شد.